# Santi Domenico e Sisto

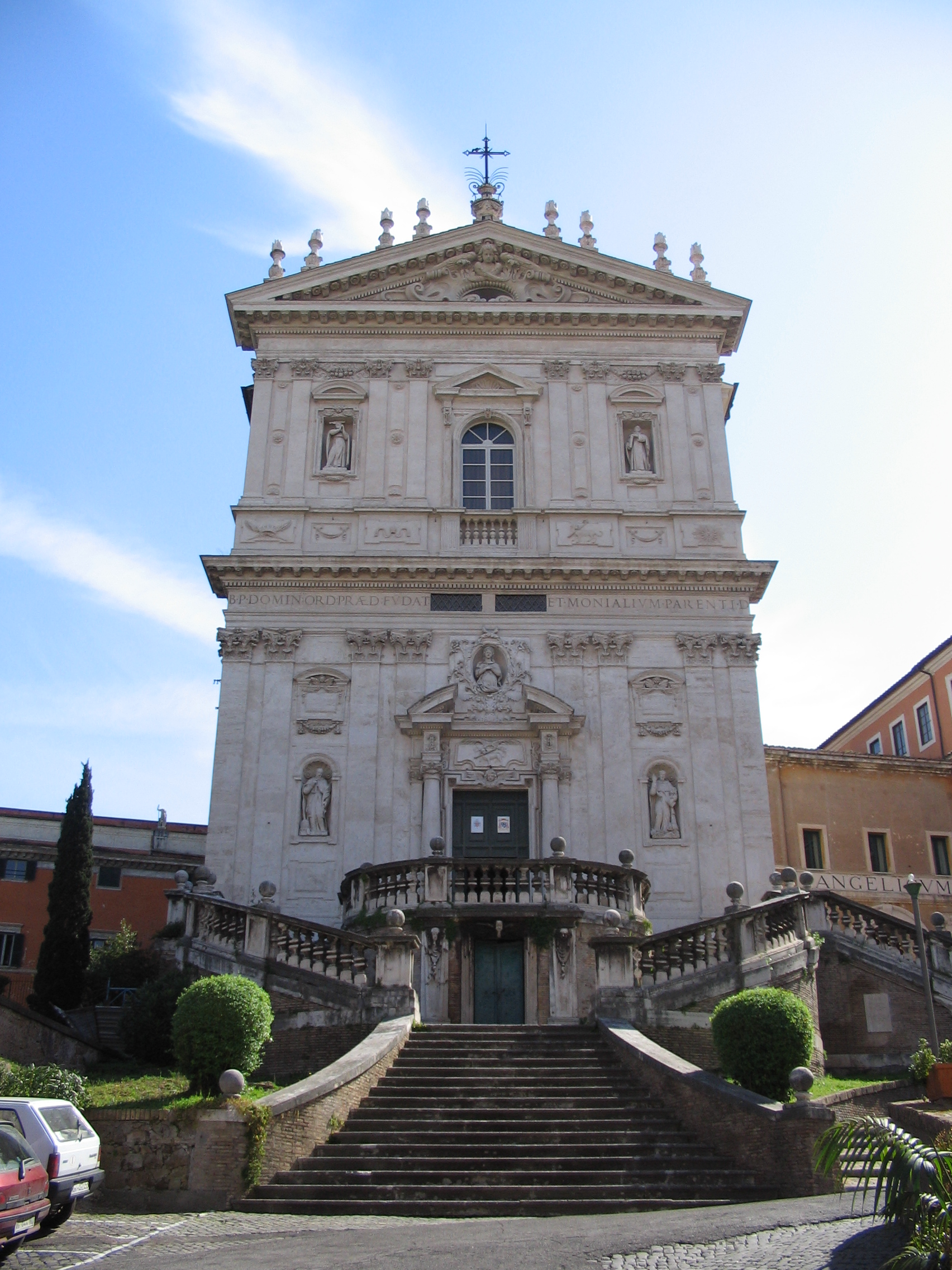
Santi Domenico e Sisto, met (onder) de standbeelden van de Heiligen Thomas van Aquino en Petrus Martelaar door Carlo Maderno, en (boven) twee standbeelden van Dominicus en Sixtus door Marcantonio Canini.

De Chiesa dei Santi Domenico e Sisto is een kerk van de dominicanen in Rome. Zij is gelegen aan het Largo Angelicum op de Quirinaal, en is gewijd aan de Heiligen Dominicus en Sixtus (Paus Sixtus II).

## Geschiedenis
De eerste kerk op deze locatie heette Santa Maria a Magnanapoli en was gebouwd vóór het jaar 1000. Deze behoorde tot de Dominicaanse nonnen, die nog steeds deze kerk dienen, vanuit het klooster van Sint Sixtus (San Sisto) bij de Thermen van Caracalla.
De huidige kerk werd gebouwd in opdracht van Paus Pius V, zelf een Dominicaan. De bouw begon in 1569 (de bouw van het klooster in 1575). Het oorspronkelijke ontwerp was mogelijk van de hand van Giacomo della Porta, hoewel de lange bouwperiode (de bouw was pas gereed in 1663) betekent dat verscheidene andere architecten bij de bouw waren betrokken - de onderste helft van de kerk is ontworpen door Nicola Torriani, en de bovenste door Torriani of Vincenzo della Greca. In elk geval bouwde della Greca de barokke travertijnfaçade in 1646, samen met zijn broer Felice, met uitzondering van de dubbele trap (1654), die het werk is van Orazio Torriano. Bernini ontwierp het hoogaltaar, de eerste kapel aan de zuidzijde, het altaar in deze kapel en de beeldengroep Noli me tangere voor deze kapel in 1649. De houten beelden werden gebeeldhouwd door Bernini's leerling Antonio Raggi.
De plafondschildering van de Apotheose van Sint Dominicus van Domenico Maria Canuti, met een trompe-l'oeil-lijst door Enrico Haffner, dateert uit 1674.
De kerk dient nu als kerk voor de nabijgelegen Pontificia Università San Tommaso d´Aquino, viert het feest van Sint Thomas en is gesloten in het universitaire zomerreces, behalve op het feest van Sint Dominicus op 7 augustus.

## Kapellen
- Het altaarstuk in de derde kapel aan de zuidzijde, van Pier Francesco Mola, beeldt het visioen van Sint Dominicus uit.
- In de tweede kapel aan de noordzijde bevindt zich Francesco Allegrini's Het Mystieke Huwelijk van de Heilige Catherina (1532).
- In de derde kapel aan de noordzijde vindt men Madonna en Kind van Benozzo Gozzoli, een leerling van Fra Angelico (1460).

## Titel
De kerk is sinds 21 oktober 2003 een titelkerk. Tot titularis werden benoemd:
- Georges Cottier (2003-2016)
- José Tolentino Mendonça (2019-heden)